# جون هاولي (لاعب كرة قدم)
جون هاولي (بالإنجليزية: John Hawley)‏ (8 مايو 1954 في المملكة المتحدة - ) هو لاعب كرة قدم بريطاني في مركز الهجوم. لعب مع برادفورد سيتي وسكونثورب يونايتد وليدز يونايتد ونادي أرسنال ونادي سندرلاند ونادي ليتون أورينت وهال سيتي وسانت لويس ستارز.

## وصلات خارجية
- جون هاولي على موقع قاعدة بيانات كرة القدم.إي يو (الإنجليزية)